# برنس أوف بيرشيا (لعبة فيديو 2008)
برنس أوف بيرشيا (بالإنجليزية: Prince of Persia)‏ هي لعبة أكشن-مغامرات ومنصات صدرت في سنة 2008. طورتها يوبي سوفت مونتريال وتم نشرها بواسطة يوبي سوفت. صدرت على أجهزة بلاي ستيشن 3، إكس بوكس 360، مايكروسوفت ويندوز وأو إس 10.

## القصة
تقع أحداث اللعبة في مدينة فارسية قديمة غير معروفة. بطل اللعبة هو مغامر مجهول يبحث عن الثروة. ترافقه فتاة من أهورا اسمها إيليكا.

## الاستقبال
حصلت اللعبة على تقييمات تتراوح من 81% إلى 85% من ميتاكريتيك. حصلت على استحسان موقع آي جي إن. كما امتدح موقع غيم سبوت تصميمها الفني ووصفه بالممتاز. بينما وصفها موقع يورو جيمر بأنها «لعبة ضعيفة» ويعيبها التكرار.
باعت اللعبة 2.2 مليون نسخة منذ إصدارها حتى يناير 2009.

## روابط خارجية
- برنس أوف بيرشيا على موقع IMDb (الإنجليزية)